# Trithemis brydeni
Trithemis brydeni – gatunek ważki z rodziny ważkowatych (Libellulidae).